# جون سبنسر (لاعب كريكت بريطاني)
جون سبنسر (18 أغسطس 1954 في المملكة المتحدة - ) (بالإنجليزية: John Spencer)‏ هو لاعب كريكت بريطاني. لعب مع Wiltshire County Cricket Club ‏.